# Rafet Güngör
Rafet Güngör (ur. 17 września 1949) – turecki judoka. Olimpijczyk z Montrealu 1976, gdzie zajął dziewiętnaste miejsce w wadze półśredniej.

## Letnie Igrzyska Olimpijskie 1976
| Konkurencja | Eliminacje                    | Klas. końcowa |
| Konkurencja | Przeciwnik I                  | Miejsce       |
| ----------- | ----------------------------- | ------------- |
| 70 kg       | Juan Carlos Rodríguez (ESP) P | 19.           |